# Guido Costa (ciclismo)
Guido Costa (Tunisi, 13 ottobre 1913 – Roma, 31 maggio 1999) è stato un ciclista e dirigente sportivo italiano.
Fu Commissario tecnico dal 1950 al 1961 e poi dal 1964 (1964-1966 solamente dei dilettanti) al 1976, della Nazionale italiana di ciclismo su pista che condusse alla vittoria in numerose Olimpiadi e campionati del mondo risultando il tecnico italiano più vincente nei velodromi.

## Carriera

### Ciclista dilettante
Italiano della comunità tunisina, inizia a correre in bicicletta a 17 anni, per soddisfare la passione paterna. Discreto dilettante, vince una Sei giorni nel circuito di Tunisi e poi partecipa a vari Giri di Libia e della Tripolitania. Smette di correre nel 1948.

### Dirigente sportivo
Trasferitosi in Italia nel 1949, assume la carica di commissario tecnico della Nazionale italiana di ciclismo su pista a partire dal 1º gennaio 1950. Grande preparatore di inseguitori, conduce subito Antonio Bevilacqua alla maglia iridata. Il ciclista italiano si conferma nel 1951 battendo in finale lo svizzero Hugo Koblet, plurivincitore del titolo elvetico della specialità, fresco vincitore del Tour e del Giro e, per questo, considerato imbattibile.
Alle Olimpiadi di Helsinki 1952, Costa presenta una squadra composta, tra gli altri, da Sacchi, Morettini e un certo Antonio Maspes, oltre che Guido Messina, già "mondiale" nell'inseguimento individuale nel 1948.
Nelle quattro gare olimpiche l'Italia vince due medaglie d'oro, una d'argento e una di bronzo. Enzo Sacchi, già campione del mondo della velocità nel 1951, vince la medaglia d'oro nella medesima specialità e poi si conferma pochi giorni dopo ai "mondiali" di Parigi. Gli altri successi arrivano nell'inseguimento a squadre (Morettini, Messina, De Rossi e Campana); sui 1000 metri a cronometro con l'argento di Morettini e nel tandem con il bronzo di Maspes e Pinarello. Nuovamente iridato nel 1953, Messina, passato professionista, è campione del mondo di inseguimento nel 1954, 1955 e 1956.
Costa lega però il suo nome soprattutto alle imprese del leggendario Antonio Maspes, sette volte campione del mondo nella velocità, tra il 1955 e il 1964. Nel frattempo non trascura il neo-detentore del record dell'ora Ercole Baldini, che porta alla vittoria del titolo mondiale di inseguimento dilettanti, nel settembre 1956.
Alle Olimpiadi di Melbourne 1956, Costa conferma esattamente il bottino di quattro anni prima (due ori, un argento e un bronzo) ma è nell'inseguimento che fa il pieno, con la sua nuova "scoperta" Leandro Faggin. Il padovano vince l'oro nell'individuale e contribuisce alla vittoria della squadra nazionale, insieme a Gasparella, Domenicali e Gandini. Completano il quadro l'argento di Pesenti nella velocità e il bronzo di Ogna e Pinarello nel tandem.
I successivi titoli mondiali di Simonigh (inseguimento 1957), Gasparella (velocità 1958 e 1959) e Gaiardoni (velocità 1960) preludono i trionfi delle Olimpiadi di Roma 1960. L'Italia di Costa fa il pieno: quattro medaglie d’oro su quattro specialità, con Gaiardoni nella velocità (in cui terzo è Gasparella) e nel chilometro a cronometro. Beghetto e Bianchetto sono oro nel tandem. Arienti, Testa, Vallotto e Vigna nell'inseguimento a squadre.
Sorgono però dissensi tra Costa e la Federazione Ciclistica Italiana. Con un pretesto (un viaggio in Argentina non autorizzato!), nell'aprile 1961 il CT è squalificato per sei mesi. Lo sostituisce temporaneamente Primo Bergomi che, alla fine dell'anno gli subentrerà nella conduzione dei dilettanti, mentre i professionisti saranno seguiti da Erminio Leoni.
Costa viene ingaggiato come consulente della pista dalla federazione danese e a Copenaghen scopre il futuro recordman dell'ora Ole Ritter. Allena lo sconosciuto Kaj Jensen e, in pochi mesi, lo porta a vincere il titolo mondiale 1962 nell’inseguimento dilettanti. Nel frattempo, però, alcuni suoi pupilli – come Gaiardoni – preferiscono essere guidati da lui, anziché dal tecnico federale.
Costa viene richiamato come CT dei dilettanti alla fine del 1963. Allena privatamente anche un Baldini ormai da anni sul viale del tramonto e lo mette in condizione di concludere degnamente la carriera con una splendida medaglia di bronzo ai campionati del mondo 1964, nell'inseguimento professionisti. L'impresa del romagnolo è tanto più sorprendente se si pensa che davanti a lui si sono classificati due fuoriclasse della specialità come Ferdinand Bracke e Faggin.
Alla vigilia delle Olimpiadi di Tokyo 1964. Il bilancio, per la pista italiana, è superiore a quello delle Olimpiadi precedenti, tranne naturalmente quella di Roma 1960. Vanni Pettenella vince la medaglia d'oro nella velocità davanti a Sergio Bianchetto. Questi si rifa vincendo l'oro nel tandem in coppia con Damiano. Pettenella vince anche una medaglia d'argento nel chilometro a cronometro dietro soltanto al belga Sercu. Conquistano la medaglia d’argento anche Giorgio Ursi nell'inseguimento individuale e il quartetto dell'inseguimento a squadre.
Costa prosegue alla guida dei soli dilettanti sia nel 1965, sia nel 1966 ma i risultati sono meno trionfali degli anni precedenti. Gli azzurri devono ora lottare con i giganti dell'Unione Sovietica e con i due fuoriclasse francesi Pierre Trentin e Daniel Morelon. L'unico titolo mondiale lo si ottiene nell'inseguimento a squadre nel 1966. Tanto basta perché la federazione chieda a Costa di seguire nuovamente anche i professionisti.
Il "mago" di Tunisi trova un ambiente dove stavolta preferisce usare il bastone, piuttosto che la carota, anche con i suoi pupilli. Nel 1967 induce Gaiardoni a rinunciare di far parte della squadra azzurra . Nel 1968 lo espelle per scarso rendimento, insieme a Damiano. Alla vigilia dei mondiali si rende conto che anche Maspes non è più il fuoriclasse di una volta e lo esclude dalla terna dei convocati, inducendolo al definitivo ritiro. Il "flop" del ciclismo su pista alle Olimpiadi di Città del Messico 1968, comunque comune a tutto lo sport italiano, determina la federazione a lasciare a Costa la guida dei soli professionisti a partire dal 1969. Ma non sono più i tempi di Maspes, Faggin, Messina o del miglior Gaiardoni.
La pista italiana professionistica, nel quadriennio 1969-1972 non vince nemmeno una maglia iridata. A nulla vale l'atteggiamento "a muso duro" di Costa anche nei confronti degli avversari degli azzurri. Ai Campionati del mondo del 1971, l'australiano Ryan fa cadere fuori pista Beghetto e poi minaccia Turrini. Costa interviene in favore di quest'ultimo con una chiave inglese. Quando poi l'altro australiano Johnson, nella finale per il terzo posto, manda all'ospedale Turrini con un'altra scorrettezza (e per questo sarà squalificato), Costa gli sferra un pugno in pieno petto.
Costa è richiamato a guidare i dilettanti in sostituzione del nuovo CT Antonio Maspes ricoverato in ospedale, in vista delle Olimpiadi di Montreal 1976. Ottiene il peggior risultato della sua carriera: nessuna medaglia anche se nell'Olimpiade più negativa dello sport italiano. Dopodiché, a 63 anni, si ritira a vita privata.

### Caratteristiche tecniche
Costa era uomo di poche parole, che parlava ai suoi allievi con gli occhi. Si diceva che l'Africa gli avesse dato qualcosa di misterioso ma di affascinante. Era un osservatore attento e sapiente e profondissimo conoscitore di tutte le specialità della pista. Era inoltre un tecnico d'avanguardia, grande teorico dell'allenamento e che ha portato la scienza sulla pista. Lo chiamavano "mago" .